# 1288

## Esdeveniments
- Pareatge d'Andorra: Se signa el segon pareatge entre el Bisbe d'Urgell i el Comte de Foix, ratificant el primer però concretant en més qüestions.[1]
- Es crea una pistola de mà de bronze a la Xina.[2]
- Inici possible dels viatges de Marco Polo cap al Vietnam per ordres del Kublai Khan.[3]